# Jardines del marquesado de la Quinta Roja
Los Jardines del Marquesado de la Quinta Roja, también conocidos como Jardines Victoria, son unos jardines situados en el centro del municipio de La Orotava (Tenerife, Canarias, España), aledaños a la casa veraniega de los marqueses de la Quinta Roja, situada en la calle San Agustín.

## Descripción

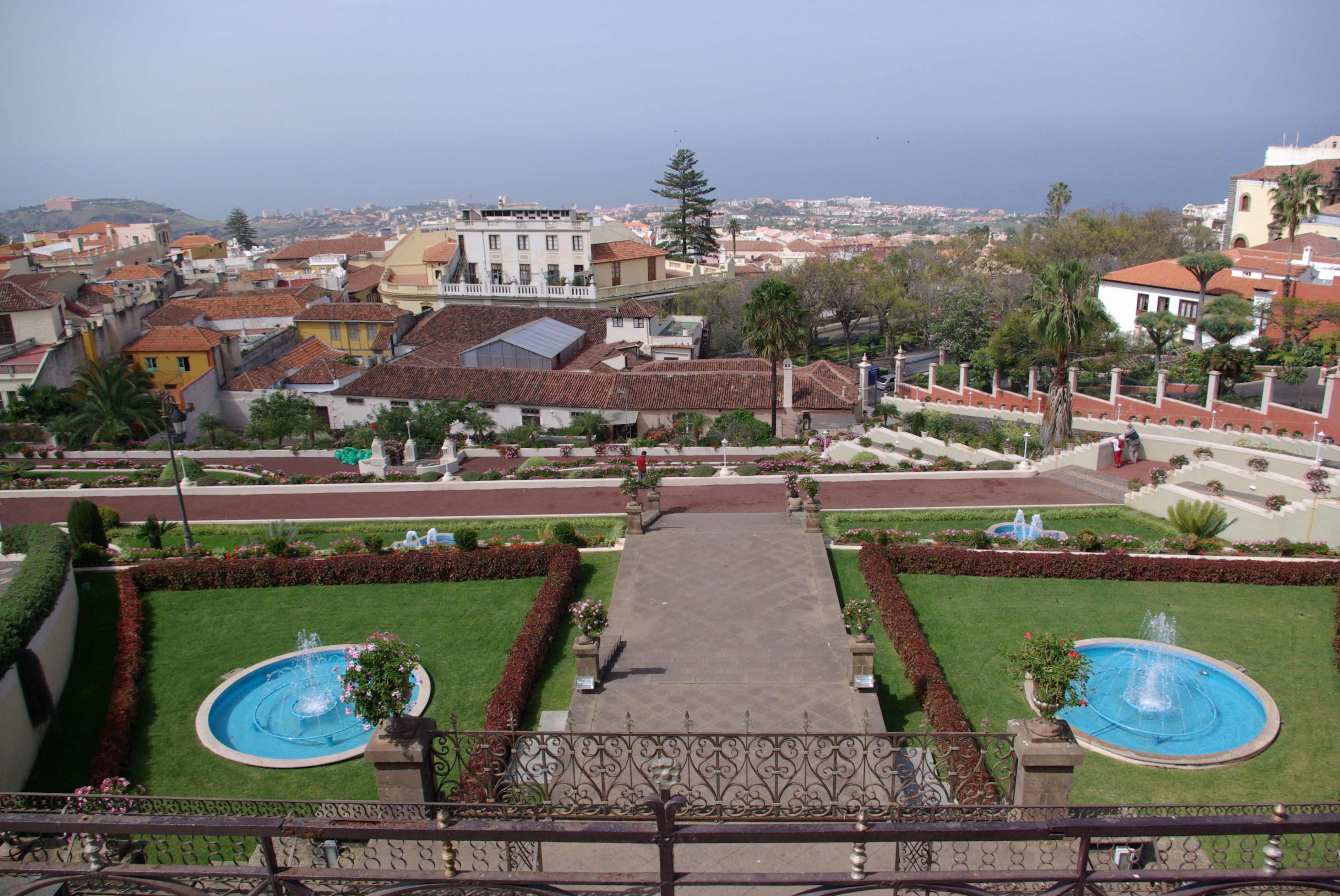
Jardines del Marquesado de la Quinta Roja.

Los jardines están compuestos de siete terrazas escalonadas, coronadas en la parte superior por un pequeño edificio de mármol blanco en el que podemos distinguir ocho columnas corintias y en la puerta de este la letra omega. En el dintel de la puerta el nombre Diego Ponte del Castillo. Justo encima se aprecian tres coronas funerarias y de manera culminante un escudo nobiliario. 

## Historia
Este mausoleo fue construido para dar sepultura a Diego Ponte del Castillo, VIII marqués de la Quinta Roja, después de la que la iglesia católica le negara la sepultura en el cementerio local, debido a la afiliación masónica de este y a las constantes discusiones con los clérigos de la época. Sebastiana del Castillo Manrique de Lara, madre de Diego Ponte del Castillo, solicitó al arquitecto y masón francés Adolphe Coquet (1841-1907) la construcción de un edificio que diera sepultura a su hijo. Las obras terminaron en 1884. Finalmente Diego Ponte del Castillo nunca fue sepultado en el mausoleo, dado que se aceptó que fuera sepultado en el cementerio local.